# Машнин, Александр Валерьевич
Александр Валерьевич Машин (укр. Олександр Валерійович Машнін; род. 20 марта 1990, Николаев) — украинский футболист, полузащитник

## Биография
Александр Машин родился 20 марта 1990 года в городе Николаев. Воспитанник СК «Реал» (Одесса), в составе которого провёл 8 матчей в ДЮФЛУ. В 2011 году выступал за ФК «Вороновка» в чемпионата Николаевской области. С апреля 2012 года выступал за любительский клуб «Одесса-2». В составе второй команды одесситов дебютировал 17 апреля 2012 года в выездном матче высшей лиги чемпионата Одессы против ФК «Формула успеха» (1:1), выйдя в стартовом составе. За первую команду одесситов не сыграл ни одного поединка.
В 2015 году перешёл в одесскую «Жемчужину», которая выступала в любительском чемпионате Украины, где футболист сыграл 6 матчей. Ещё 2 поединка провёл в любительском кубке Украины.
В 2016 году перешёл в клуб второй лиги — «Реал Фарма», также находящийся в Одессе. В составе «Жемчужины» дебютировал 26 марта 2016 в победном (1:0) выездном поединке шестнадцатого тура высшей лиги чемпионата Украины против белоцерковского «Арсенала-Киевщины». Машнин вышел на поле за пять минут до окончания встречи вместо Александра Степанишина. Дебютными голами в футболке одесского клуба отличился 16 апреля 2016 на 6-й и 58-й минутах победного (3:1) домашнего поединка 19-го тура второй лиги чемпионата Украины против Горностаевского «Мира». Александр вышел на поле в стартовом составе и отыграл весь матч. За период своих выступлений в «Жемчужине» сыграл 24 матча, в которых забил 6 голов во второй лиге чемпионата Украины и 2 поединка в Кубка Украины.
В феврале 2017 года подписал контракт с выступающим в украинской Премьер-лиги «Черноморец» из Одессы. 9 апреля 2017 дебютировал за клуб в рамках Премьер-лиги в матче против донецкого «Шахтёра».